# Sune och syster vampyr
Sune och syster vampyr är den 22:a boken i Suneserien av Anders Jacobsson och Sören Olsson och utkom den 1 augusti 2005.

## Bokomslaget
Bokomslaget visar Sune och Isabelle.

## Handling
Sune vaknar en morgon, och känner att hans dagar som tjejtjusare är över, och tycker det finns viktigare saker i livet, som spela dataspel, hoppa studsmatta och andra grabbiga saker.
När dagis håller stängt, och hans föräldrar jobbar, sitter han barnvakt åt sin lillasyster Isabelle. Isabelle gillar att se på film, så vid TV-apparaten kan hon sättas. Problemet är att hon retar andra barn, bajsar ner sig och bits. Att hon bits tycker Sune är bra då någon elak typ vill bråka med honom, och hon kan bita honom i fingret. Dock ser hon inte skillnad på "styggingar" och "snyggingar". Sune förstår snart att han måste göra något åt sin Isabelles ovana.
Sune klär även ut sig och går på barnkalas på McDonald’s, och jämnåriga tjejer tycker att Sune är en duktig kille som tar hand om sin lillasyster, men Sune verkar inte bry sig om tjejer.
Sunes föräldrar går också på loppmarknad, och Sune går med sin pappa till en begravning.

### Fotnoter
1. ↑  ”Sune och syster vampyr” (på engelska). Worldcat. 11 mars 2005. https://www.worldcat.org/title/sune-och-syster-vampyr/oclc/186770698&referer=brief_results. Läst 29 mars 2015.